# Marcano (municipalité)
Pour les articles homonymes, voir Marcano.
Marcano est l'une des onze municipalités de l'État de Nueva Esparta au Venezuela, située sur l'île de Margarita. Son chef-lieu est Juan Griego. En 2011, la population s'élève à 35 691 habitants.

## Géographie

### Subdivisions
La municipalité possède une seule paroisse civile et une parroquia capital, traduite ici par « capitale » (en italiques et suivie d'une astérisque) avec, chacune à sa tête, une capitale (entre parenthèses) : 
- Adrián (Los Millanes) ;
- Capitale Marcano * (Juan Griego).